# Київський обласний археологічний музей
Ки́ївський обласни́й археологі́чний музе́й — науково-просвітницька та науково-дослідницька установа. Створений в 1996 році, офіційно відкритий в 2002 році. Презентує археологічну спадщину Київської області.

## Історія
Музей розташований  на території дитинця давньоруського Треполя, заснованого в XI столітті, на високих Дніпровських кручах 
В музеї експонуються знахідки, які відтворюють давню історію Київщини, починаючи з кам'яної доби, часів палеоліту, мезоліту, неоліту, трипільської культури, епохи бронзи, скіфського часу, ранніх слов'ян та Київської Русі, часів Козацтва, етнографічна експозиція кінця XIX і початок XX століття.
Окремою залою представлено Трипільську археологічну культуру, створену племенами давніх хліборобів майже сім тисяч років тому. На Київщині поселення трипільців було відкрито та досліджено археологом Вікентієм Хвойкою понад 110 років тому і названо ним трипільською, за місцем розкопок в околицях с. Трипілля Обухівського району Київської області.
Біля музею поставлено пам'ятник В.Хвойці — першовідкривачеві Трипільської культури, культури мідної доби та інших стародавніх культур в Україні.
Внутрішнє обладнання, оформлення будівлі та примузейної території виконано відомим архітектором, лауреатом Шевченківської і багатьох інших премій А. Ф. Ігнащенком спільно з Миколою Іллічем Городиським.
Музей має експозиційну площу 180 м² з трьох окремих залів. Експозиційне обладнання складається з суцільної вітрини подіумного типу, розділені на сектори, з відкритим суцільним верхом. Предмети експозиції складаються з основних експонатів в археологічних матеріалів із розкопок та домінуючих: карти, схеми, макети, реконструкції, фотографії та анотації.

## Музейні зали
В першій залі знаходиться тематична виставка з мінералогії та палеонтології, а також найпримітивніші знаряддя праці первісної людини, перші зразки зброї бронзової доби, посуд, зброя та прикраси скіфів.

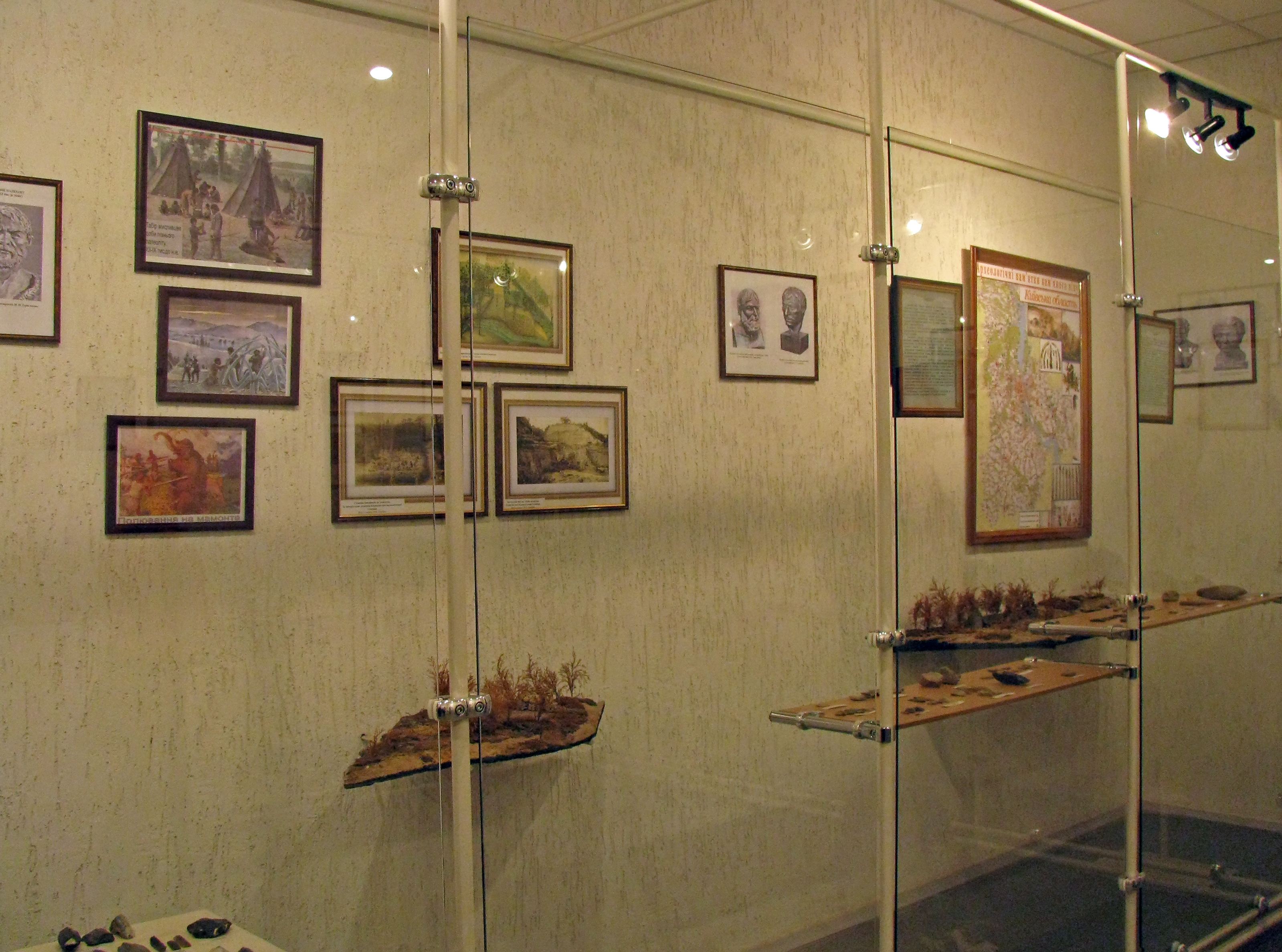
В залах музею

В другій залі представлена черняхівська культура, пам'ятки ранніх слов'ян, Русі, XIV—XVIII століть (в тому числі з території давнього Треполя-Трипілля) а також етнографічні матеріали кінця XIX— початку XX століття; дерев'яні речі побуту вишивані рушники, картини.

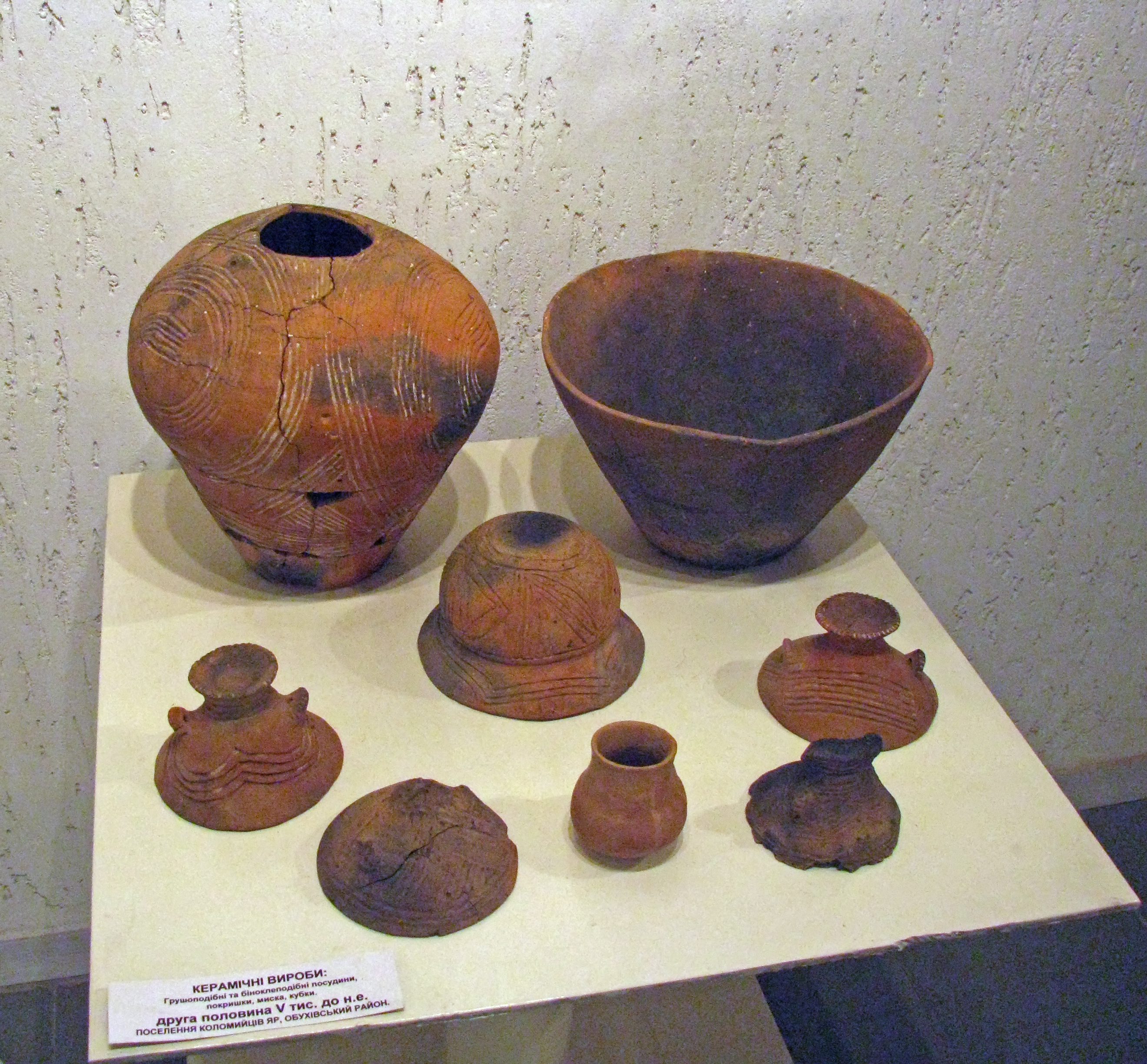
В залах музею

Третя зала присвячена Трипільській культурі — одній із найдавніших землеробських культур, яка існувала на теренах України. В залі виставлена кераміка трипільської культури із розкопок, проведених на Київщині відомими археологами — посуд столовий і кухонний, посуд зооморфними наліпами, антропоморфні статуетки, зерновики, макети жител трипільців, схеми трипільських знаків та археологічна карта розміщення трипільських поселень на території Київщини, в тому числі з розкопок, які проводили працівники музею спільно з Інститутом археології НАН України.

## Відділи музею
До складу Київського обласного археологічного музею входить вісім відділень, які розташовані в різних адміністративних районах області: Картинна галерея та Музей Козаччини (с. Германівка Обухівського району), Археологічно-краєзнавчий музей (с. Копачів Обухівського району), Музей Анатолія Солов'яненка та краєзнавчий музей (смт. Козин Обухівського району), Музей-садиба Андрія Малишка (м. Обухів), Музей Вікентія Хвойки та Музей Івана Франка (с. Халеп'я Обухівського району), Музей Бойової Слави (с. Трипілля Обухівського району), Історико-краєзнавчий музей с. Соснова (Бориспільського району).
Сучасне Трипілля — красиве велике село на берегах річок Дніпра, Красної і Бобриці. Має два музеї (третій, приватний, закритий з 2011 року) дві школи, культурні та торговельні центри. На лівому березі р. Красної височіє Дівич-Гора, археологічна пам'ятка ранніх слов'ян".